# Elina Bystritskaïa
Pour les articles homonymes, voir Bystritskaïa.

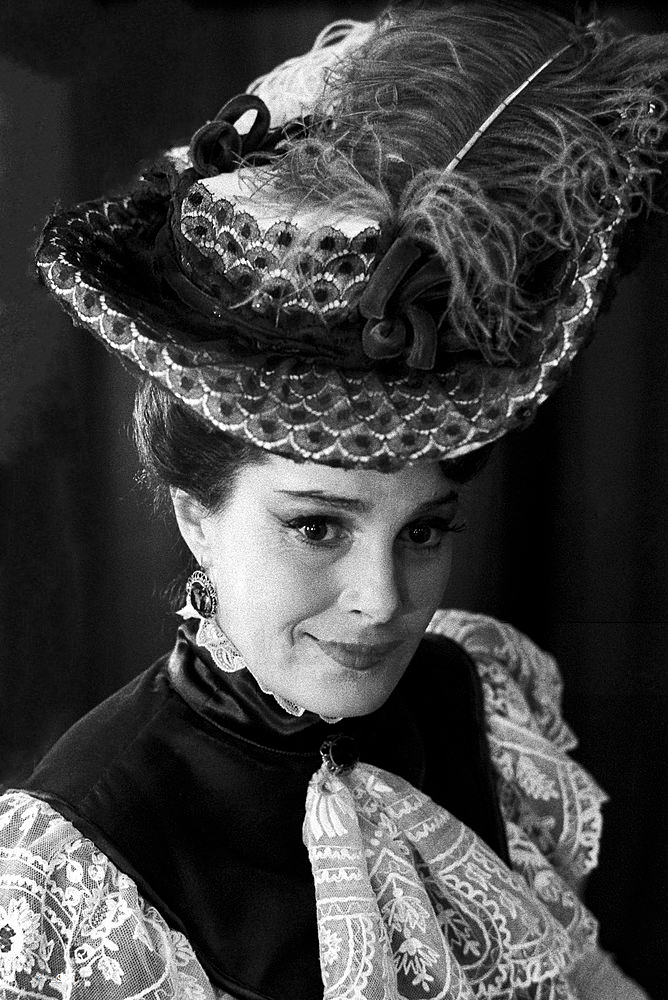
Elina Bystritskaïa en 1964.

Elina Avraamovna Bystritskaïa (en ukrainien : Еліна Авраамівна Бистрицька, en russe : Элина Авраамовна Быстрицкая), née à Kiev le 4 avril 1928 et morte à Moscou le 26 avril 2019, est une actrice soviétique puis russe connue pour son rôle d'Axinia dans l'épopée de Sergueï Guerassimov, Le Don paisible (1958) d'après le roman éponyme de Mikhaïl Cholokhov.
Elle a été choisie pour jouer Axinia par Cholokhov lui-même au détriment d'actrices comme Nonna Mordioukova[style à revoir]. Avant cela, elle a partagé la vedette avec Serge Bondartchouk dans Neokontchennaïa povest (Une histoire interrompue, 1956), film archétype du réalisme socialiste réalisé par Fridrikh Ermler. Dans les années 1960, Elina Bystritskaïa se tourne vers le théâtre, principalement au Théâtre Maly et ses apparitions à l'écran ne sont plus que sporadiques. Elle est nommée Artiste du peuple de l'URSS en 1978.

## Biographie
Elina Bystritskaïa naît à Kiev dans la famille d'un médecin infectiologue militaire juif. Elle passe ses premières années avec ses parents chez la grand-mère paternelle à Kiev, puis la famille déménage à Nejine où son père est nommé. Au début de la Grande Guerre patriotique (la Seconde Guerre mondiale),  la famille est évacuée à Astrakhan où elle prend des cours d'infirmière et dès l'âge de treize ans aide à l'hôpital militaire, d'abord à Aktioubinsk, puis à Stalino et Odessa, où elle est avec sa mère qui travaille dans le même hôpital et sa sœur. Elle est infirmière sur le front et décorée. Elle retourne à Nejine en novembre 1944, où son père rejoint le reste de la famille. De 1945 à 1947, elle poursuit ses études d'infirmière et ensuite elle part pour Dresde où son père est nommé. Elle retourne à Nejine poursuivre des études littéraires et commence à s'intéresser au théâtre.
Diplômée de l'université nationale Karpenko-Kary en 1953, Elina Bystritskaïa devient actrice du Théâtre dramatique russe de Lituanie où elle travaille jusqu'en 1956, ses parents s'étant installés à Vilnius.
En 1955, déjà connue à l'étranger de par sa performance dans Une histoire interrompue de Fridrikh Ermler, elle participe à la Semaine de cinéma russe à Paris. De retour à Moscou, elle apprend que Sergueï Guerassimov s'apprête à porter à l'écran Le Don paisible de Mikhaïl Cholokhov. Elle rencontre le réalisateur et le persuade de lui confier le rôle dont elle rêve depuis longtemps, celui d'Axinia Astakhova. Sa performance est saluée par les critiques et lui apporte également la reconnaissance parmi les Cosaques du Don qui lui confèrent le titre de cosaque émérite.
En 1956-1958, Elina Bystritskaïa fait partie de la troupe du Théâtre Pouchkine de Moscou où elle doit, au départ, donner la réplique à Faïna Ranevskaïa dans Le Lotus blanc. Finalement, le tournage du Don paisible lui prend beaucoup trop de temps et la saison se termine sans sa participation. Elle devient ensuite actrice du Théâtre Maly, où elle débute en incarnant Lady Windermere dans l'adaptation de L'Éventail de Lady Windermere d'Oscar Wilde. Elle y travaille avec Boris Babotchkine, Piotr Fomenko, Boris Lvov-Anokhine (ru), Leonid Varpakhovsky (ru). Elle est aussi applaudie dans le rôle de Lydia de L'Argent fou d'Alexandre Ostrovski.
En 1970, l'actrice devient membre du Parti communiste de l'Union soviétique.
Elina Bystritskaïa enseigne à l'école supérieure d'art dramatique Mikhaïl-Chtchepkine à partir de 1978. Elle donne également les cours d'art dramatique à l'Académie russe des arts du théâtre.
Elle épouse en 1958 l'acteur Nikolaï Kouzminski (1915-1990) dont elle divorce en 1985. Le couple n'a pas d'enfant. Elle meurt le 26 avril 2019 dans une clinique moscovite après une semaine d'hospitalisation. Ses funérailles civiles ont lieu le 29 avril 2019 après une cérémonie d'hommage au Théâtre Maly. Elle est enterrée au cimetière de Novodievitchi.

## Filmographie partielle
- 1955 : Histoire inachevée (Неоконченная повесть) de Fridrikh Ermler : Elisabeth, médecin
- 1958 : Le Don paisible (Тихий Дон) de Sergueï Guerassimov : Aksinia Astakhova
- 1963 : Tout reste aux hommes (Всё остаётся людям) de Gueorgui Natanson : Ksenia

## Honneurs et distinctions
- Ordre du Mérite pour la Patrie : 1998, 2008
- Ordre de la révolution d'Octobre : 1988
- Ordre de la Guerre patriotique : 1985
- Ordre du Drapeau rouge du Travail
- Ordre de l'Insigne d'honneur

Un astéroïde de la ceinture principale, découvert le 8 août 1986 par Lioudmila Tchernykh à l'observatoire d'astrophysique de Crimée, en Ukraine, a reçu son nom et est dénommé officiellement (6180) Bystritskaya.